# 24062 Hardister
24062 Hardister este un asteroid din centura principală de asteroizi.

## Descriere
24062 Hardister este un asteroid din centura principală de asteroizi. A fost descoperit pe 4 octombrie 1999 la Socorro, New Mexico, în cadrul proiectului LINEAR. Asteroidul prezintă o orbită caracterizată de o semiaxă mare de 2,25 ua, o excentricitate de 0,11 și o înclinație de 5,5° în raport cu ecliptica.